# Турако на Хартлауб
Туракото на Хартлауб (Tauraco hartlaubi) е вид птица от семейство Туракови (Musophagidae).

## Разпространение и местообитание
Разпространен е в Кения, Танзания и Уганда.